# Franziskaner-Hospiz Bad Gleichenberg

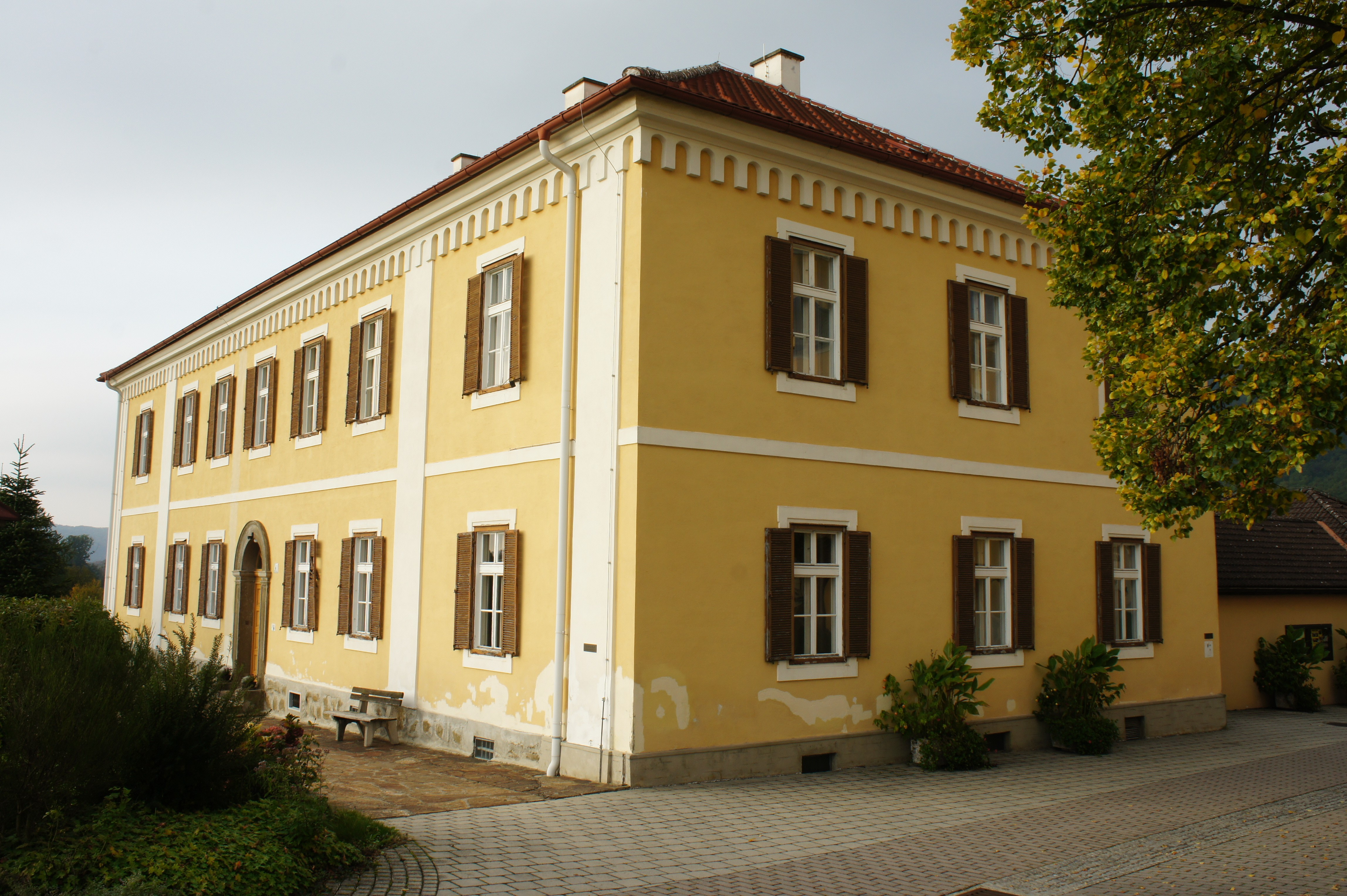
Franziskaner-Hospiz

Das Franziskaner-Hospiz Bad Gleichenberg war von 1888 bis 2010 ein Kloster der Franziskaner in Bad Gleichenberg in der Steiermark. Es steht unter Denkmalschutz (Listeneintrag).

## Geschichte
Die Pfarrkirche und das Franziskanerkloster wurden von Matthias Constantin Capello von Wickenburg gestiftet. 1841 wurde mit dem Bau der Kirche und eines Klosters begonnen. 1845 war die Kirche fertiggestellt. 1888 wurden Kirche und Kloster den Franziskanern übergeben. 1940 wurde Gleichenberg selbständige Pfarre. 2010 wurde die Klostergemeinschaft aufgelöst.

## Architektur und Ausstattung
Der einfache zweigeschoßige Bau hat im Refektorium ist ein Gemälde Stigmatisation der hl. Franz von Joseph Tunner (1852). In der Hauskapelle steht ein Renaissance-Altar aus 1566, der sogenannte Teuffenbacher Altar aus Schloss Sauerbrunn in Thalheim in Pöls in der Obersteiermark. Der Altar wurde 1960 restauriert.